# The Atlas Society
The Atlas Society (TAS) är en amerikansk organisation som främjar den rysk-amerikanska libertarianska/nyliberala Ayn Rands filosofi. Organisationen är en del av den objektivistiska rörelse som bröt sig loss från Ayn Rand-institutet 1990 på grund av oenighet om huruvida objektivismen var ett "slutet system" eller ett "öppet system". David Kelley är grundaren och Jennifer Grossman är dess nuvarande VD.